# 1997-es Formula–1 olasz nagydíj
Az olasz nagydíj volt az 1997-es Formula–1 világbajnokság tizenharmadik futama.

## Futam
Az olasz nagydíjon Jean Alesi indult az első helyről, majd a verseny első feléig vezetett. Coulthard, aki a rajtnál csak a hatodik pozícióból indult, gyors boxkiállásának köszönhetően megelőzte a franciát, és megnyerte a versenyt. Alesit a második, Fretzent a harmadik helyen intették le. Villeneuve ötödik, míg Schumacher hatodik lett, ezzel a német előnye 10 pontra csökkent.
| Helyezés | #  | Versenyző             | Csapat/Motor      | Futott körök | Idő/Kiesés oka | Rajthely | Pontszám |
| -------- | -- | --------------------- | ----------------- | ------------ | -------------- | -------- | -------- |
| 1        | 10 | David Coulthard       | McLaren-Mercedes  | 53           | 1:17:04,609    | 6        | 10       |
| 2        | 7  | Jean Alesi            | Benetton-Renault  | 53           | +1,937         | 1        | 6        |
| 3        | 4  | Heinz-Harald Frentzen | Williams-Renault  | 53           | +4,343         | 2        | 4        |
| 4        | 12 | Giancarlo Fisichella  | Jordan-Peugeot    | 53           | +5,871         | 3        | 3        |
| 5        | 3  | Jacques Villeneuve    | Williams-Renault  | 53           | +6,416         | 4        | 2        |
| 6        | 5  | Michael Schumacher    | Ferrari           | 53           | +11,481        | 9        | 1        |
| 7        | 8  | Gerhard Berger        | Benetton-Renault  | 53           | +12,471        | 7        |          |
| 8        | 6  | Eddie Irvine          | Ferrari           | 53           | +17,639        | 10       |          |
| 9        | 9  | Mika Häkkinen         | McLaren-Mercedes  | 53           | +49,373        | 5        |          |
| 10       | 14 | Jarno Trulli          | Prost-Mugen-Honda | 53           | +1:02,706      | 16       |          |
| 11       | 15 | Nakano Sindzsi        | Prost-Mugen-Honda | 53           | +1:03,327      | 15       |          |
| 12       | 17 | Gianni Morbidelli     | Sauber-Petronas   | 52           | +1 kör         | 18       |          |
| 13       | 22 | Rubens Barrichello    | Stewart-Ford      | 52           | +1 kör         | 11       |          |
| 14       | 21 | Tarso Marques         | Minardi-Hart      | 50           | +3 kör         | 22       |          |
| Kiesett  | 1  | Damon Hill            | Arrows-Yamaha     | 46           | Motorhiba      | 14       |          |
| Kiesett  | 11 | Ralf Schumacher       | Jordan-Peugeot    | 39           | Ütközés        | 8        |          |
| Kiesett  | 16 | Johnny Herbert        | Sauber-Petronas   | 38           | Ütközés        | 12       |          |
| Kiesett  | 19 | Mika Salo             | Tyrrell-Ford      | 33           | Motorhiba      | 19       |          |
| Kiesett  | 23 | Jan Magnussen         | Stewart-Ford      | 31           | Erőátvitel     | 13       |          |
| Kiesett  | 18 | Jos Verstappen        | Tyrrell-Ford      | 12           | Váltó          | 20       |          |
| Kiesett  | 20 | Katajama Ukjó         | Minardi-Hart      | 8            | Kicsúszás      | 21       |          |
| Kiesett  | 2  | Pedro Diniz           | Arrows-Yamaha     | 4            | Felfüggesztés  | 17       |          |

## A világbajnokság élmezőnyének állása a verseny után
| H  | Versenyzők            | Pont | H  | Konstruktőrök    | Pont |
| -- | --------------------- | ---- | -- | ---------------- | ---- |
| 1. | Michael Schumacher    | 67   | 1. | Ferrari          | 85   |
| 2. | Jacques Villeneuve    | 57   | 2. | Williams-Renault | 84   |
| 3. | Jean Alesi            | 28   | 3. | Benetton-Renault | 53   |
| 4. | Heinz-Harald Frentzen | 27   | 4. | McLaren-Mercedes | 38   |
| 5. | David Coulthard       | 24   | 5. | Jordan-Peugeot   | 28   |

## Statisztikák
Vezető helyen:
- Jean Alesi: 31 (1-31)
- Mika Häkkinen: 2 (32-33)
- Michael Schumacher: 1 (34)
- David Coulthard: 19 (35-53)

David Coulthard 3. győzelme, Jean Alesi 2. pole-pozíciója, Mika Häkkinen 1. leggyorsabb köre.
- McLaren 106. győzelme.